# Coin World
Coin World est un magazine numismatique américain, avec des éditions hebdomadaires et mensuelles. Il fait partie des publications non universitaires les plus populaires au monde pour les collectionneurs de pièces et couvre l'ensemble du domaine numismatique, y compris les pièces, le papier-monnaie, les médailles et les jetons.

## Fondation et débuts (1960-1962)
Coin World est fondé en tant que publication hebdomadaire en 1960 par J. Oliver Amos, un professionnel de l'édition chevronné, issu de la troisième génération d'éditeurs de journaux. Amos transpose son expérience de la production du Sidney Daily News (en) au domaine des pièces de monnaie, en appliquant ce qu'il a appris en imprimant le Linn's Stamp News (en). En 1960, le concept d'une publication hebdomadaire sur les pièces de monnaie est nouveau. Lors du 25e anniversaire de Coin World en 1985, Amos raconte qu'il a vu « toutes les opportunités qui peuvent être développées à partir d'une présentation hebdomadaire — les réunions de clubs dans tout le pays, les personnalités, et beaucoup d'autres idées que nous avons apprises en publiant The Sidney Daily News en tant que journal communautaire ».
Avec l'aide de James F. Kelly de Dayton, dans l'Ohio, l'idée d'inclure une rubrique hebdomadaire « Tendances » reflétant l'évolution de la valeur des pièces de monnaie est née. Kelly est engagé pour être le premier rédacteur en chef de Coin World Trends et D. Wayne Johnson de Shawnee Mission, au Kansas, est choisi pour être le premier rédacteur en chef.
L'édition d'essai (Vol. 1 No. 0) est imprimée en mars 1960 et ses huit pages sont destinées à montrer aux abonnés et aux annonceurs potentiels l'aspect de la nouvelle publication. Le premier numéro officiel est daté du 21 avril 1960. En un an, on compte plus de 53 000 abonnés payants,.

## Période Margo Russell (1962-1985)
Margo Russell est devenue rédactrice en chef de Coin World en 1962. Elle commence sa carrière de journaliste au Sidney Daily News et rejoint ensuite le personnel de Coin World en tant que chercheuse historique. Lorsqu'elle prend sa retraite en tant que rédactrice le 28 février 1985, après 23 ans, de nombreux numismates la considèrent comme l'une des personnes les plus influentes de ce milieu, et lui donnent le surnom de « Première dame de la numismatique ». En 1975, Russell reçoit le Farran Zerbe Memorial Award,, la plus haute récompense de l'American Numismatic Association et, en 1986, elle est élue au Hall of Fame de cette association.
Sous la direction de Russell, Coin World joue un rôle important dans la promotion de la croissance du hobby en cultivant des relations étroites avec la Monnaie américaine. Russell joue un rôle dans l'expression des désirs des collectionneurs de pièces et dans l'orientation du hobby grâce à ses efforts à Washington, D.C.

## Période Beth Deisher (1985-2012)
Lorsque Margo Russell prend sa retraite en 1985, Beth Deisher devient rédactrice en chef et occupe cette fonction jusqu'en 2012, ce qui fait d'elle la rédactrice en chef la plus ancienne de la publication.
Beth Deisher est le témoin principal lors de l'audition du Congrès du 12 juillet 1995 qui catapulte la demande de circulation de pièces commémoratives en tête de l'agenda législatif du Congrès américain, ce qui aboutit finalement à l'approbation de la législation autorisant le programme des 50 State Quarters.

## Période Steve Roach (depuis 2012)
Steve Roach, précédemment rédacteur en chef adjoint de Coin World, prend le poste de rédacteur en chef le 30 avril 2012.
Les reportages du magazine comprennent également la couverture d'histoires sur le domaine numismatique mondial, notamment le récent déluge sur le marché numismatique de pièces chinoises contrefaites
En mars 2019, la revue lance un podcast hebdomadaire animé par les rédacteurs associés Chris Bulfinch et le rédacteur principal Jeff Starck. Larry Jewett remplace Bulfinch en janvier 2021. Dans le cadre du 60e anniversaire de Coin World, en mars 2021, un livre supplémentaire, Coin World Celebrating 60 : The Most Influential People in Numismatics 1960-2020, est publié et envoyé aux abonnés avec le numéro de mars 2021. Les personnes figurant sur la liste sont élues par les abonnés du magazine et le public des collectionneurs.

## Contenu
Chaque numéro présente une variété de rubriques en plus des articles d'actualité.
- Nouvelles et analyses : Colonne axée sur les événements actuels du monde numismatique, tels que les ventes aux enchères, les découvertes et les nouvelles des congrès.
- Les lecteurs demandent : Colonne de questions et de réponses soutenue par les lecteurs.
- Opinion éditoriale : Colonne de William T. Gibbs sur les événements actuels, selon son point de vue.
- Coin Values Spotlight : Un regard approfondi sur la comparaison de deux pièces spécifiques et le suivi de leur appréciation/dépréciation dans le temps.
- Analyse du marché des valeurs des pièces : Focus sur les ventes aux enchères récentes de pièces notables
- Loterie de la boutique de pièces : La chronique de Thomas Cohn sur ses achats récents.
- A propos des VAMs : Chronique sur le dollar Morgan par le spécialiste des variétés John Roberts
- Les joies de la collection : La chronique de Q. David Bowers (1976-2021)
- Collectionner le papier : Colonne sur la monnaie papier
- Collectors' Clearinghouse : Erreurs et Variétés : Chronique de Mike Diamond sur les pièces erronées, avec des pièces soumises par les lecteurs